# Nuaillé-sur-Boutonne
Nuaillé-sur-Boutonne is een voormalige gemeente in het Franse departement Charente-Maritime in de regio Nouvelle-Aquitaine en telt 178 inwoners (1999). De plaats maakt deel uit van het arrondissement Saint-Jean-d'Angély.

## Geschiedenis
Op 1 januari 2025 is Nuaillé-sur-Boutonne gefuseerd met de gemeente Saint-Georges-de-Longuepierre tot de gemeente Rives-de-Boutonne.

## Geografie
De oppervlakte van Nuaillé-sur-Boutonne bedraagt 10,3 km², de bevolkingsdichtheid is 17,3 inwoners per km².
De onderstaande kaart toont de ligging van Nuaillé-sur-Boutonne met de belangrijkste infrastructuur en aangrenzende gemeenten.

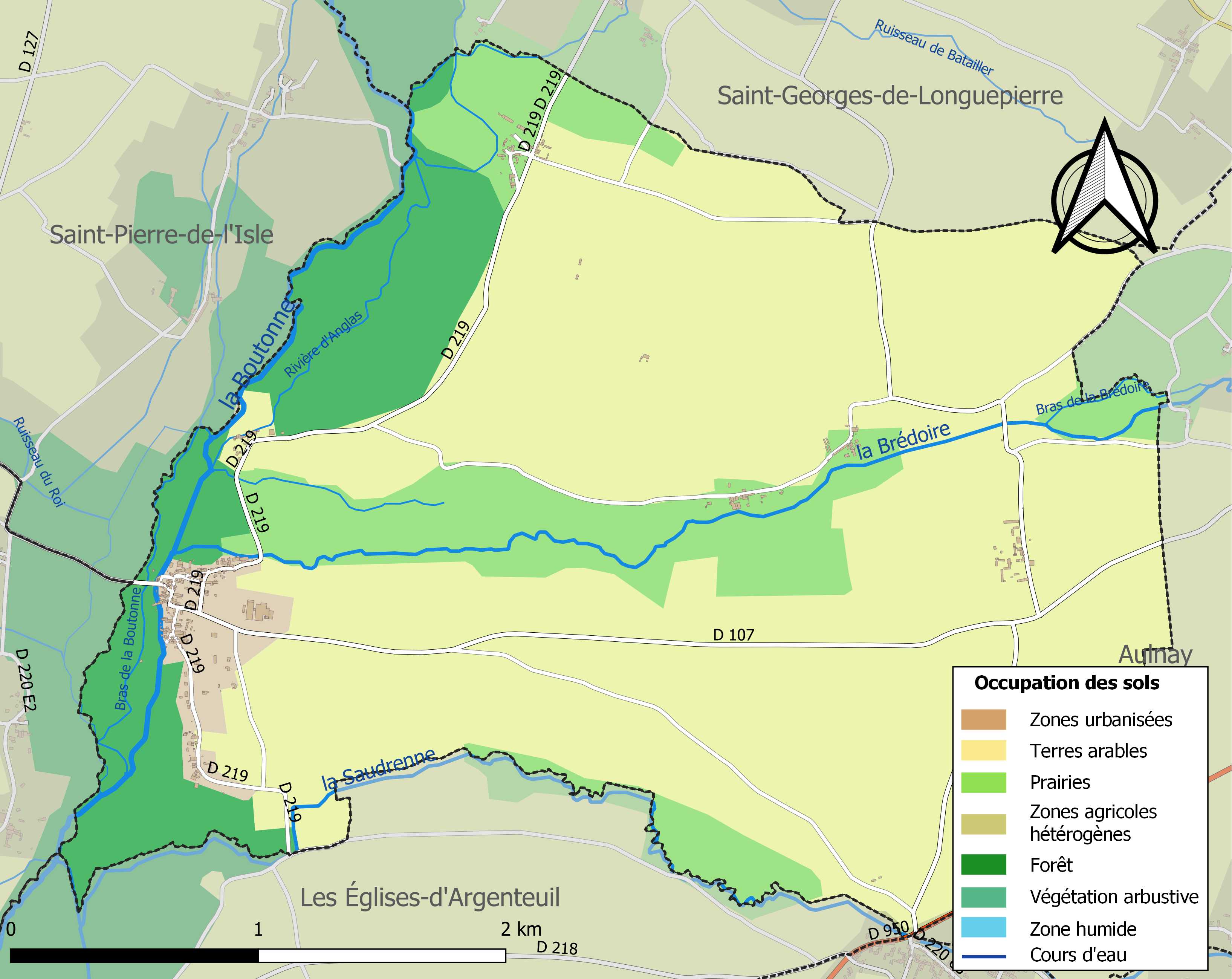

## Demografie
Onderstaande figuur toont het verloop van het inwonertal (bron: INSEE-tellingen).